# Sferisterio comunale Oreste Macrelli
Lo sferisterio comunale Oreste Macrelli, già sferisterio di Porta Montanara poi intitolato a Oreste Macrelli che fu campione professionista di pallone col bracciale, è uno sferisterio situato a Faenza.
La struttura fu edificata nel 1777, adoperando una sezione della cinta muraria cittadina, per la disputa di tornei e competizioni di pallone col bracciale. L'impianto faentino è stato ripetutamente restaurato e, oltre a gare di pallone a bracciale, ospita anche competizioni di tamburello e tamburello a muro. In questo sferisterio si sono esibiti i migliori pallonisti e successivamente tamburellisti: le squadre faentine di tali discipline sono infatti plurititolate, avendo vinto vari campionati nazionali.